# Сан-Вісенте-де-Алькантара
Сан-Вісенте-де-Алькантара (ісп. San Vicente de Alcántara) — муніципалітет в Іспанії, у складі автономної спільноти Естремадура, у провінції Бадахос. Населення — 5768 осіб (2010).
Муніципалітет розташований на відстані близько 320 км на захід від Мадрида, 55 км на північ від Бадахоса.
На території муніципалітету розташовані такі населені пункти: (дані про населення за 2010 рік)
- Дееса-Майорга: 56 осіб
- Дееса-П'єдрабуена: 5 осіб
- Сан-Вісенте-де-Алькантара: 5707 осіб

## Демографія
Динаміка населення (INE ):